# Dickbauchkrebs
Der Dickbauchkrebs (Lynceus brachyurus) ist eine Art der Gattung Lynceus innerhalb der zu den Kiemenfußkrebsen gehörenden Krallenschwänze. Wie alle Arten der Gattung leben die Tiere vor allem am Boden und im Schlamm von Kleingewässern, die regelmäßig austrocknen. Der bei den Weibchen bis zu vier und bei den Männchen bis zu 2,5 Millimeter lange Körper ist von einer kugeligen Schale umgeben. Sie ernähren sich, indem sie durch ihre Blattbeine in der Schale einen Wasserstrom erzeugen, aus dem sie Nahrungspartikel ausfiltern. Für die Paarung nutzen die Männchen ihre zu Greiforganen umgebildeten vordersten Beinpaare, um sich am Weibchen festzuhalten.

## Merkmale

### Merkmale der Adultform
Der Körper des Dickbauchkrebses ist fast kugelig mit aus dem Carapax gebildeten hellbraunen Schalen, die durch Kalkeinlagerungen versteift sind. Die Größe der Tiere variiert abhängig von den Fundorten und Populationen. Weibchen erreichen eine Länge von etwa 2,2 bis maximal etwa 4,0 Millimetern, die Männchen sind in der Regel etwas kleiner und werden maximal 2,5 Millimeter lang.
Der Kopf ist gekielt und mit einem langen, spitz zulaufenden und beweglichen Rostrum rüsselartig verlängert. Er befindet sich in der Regel in der Schale, kann jedoch leicht hervorgestreckt werden. Das Rostrum ist art- und geschlechtsspezifisch. Bei den Männchen ist es in der Frontalansicht meist stumpf mit eckigen Vorderkanten, die oft nur leicht ausgeprägt sind, und mit einer zentralen Einbuchtung am Vorderende. Bei den Weibchen läuft es in spitzen Seitenrändern aus und besitzt einen spitzen Vorsprung in der Mitte, wodurch es dreizackig aussieht. Bei beiden Geschlechtern besitzt das Rostrum kurze Fransen am Rand, die allerdings nur unter dem Rasterelektronenmikroskop gut erkennbar sind. Die sehr kleine erste Antenne ist stielartig, die zweite Antenne dagegen vielgliedrig mit Schwimmborsten zur Fortbewegung. Die beiden Komplexaugen befinden sich seitlich des Kopfes und sind nicht in der Mitte verschmolzen, unter ihnen befindet sich ein einzelnes Naupliusauge.

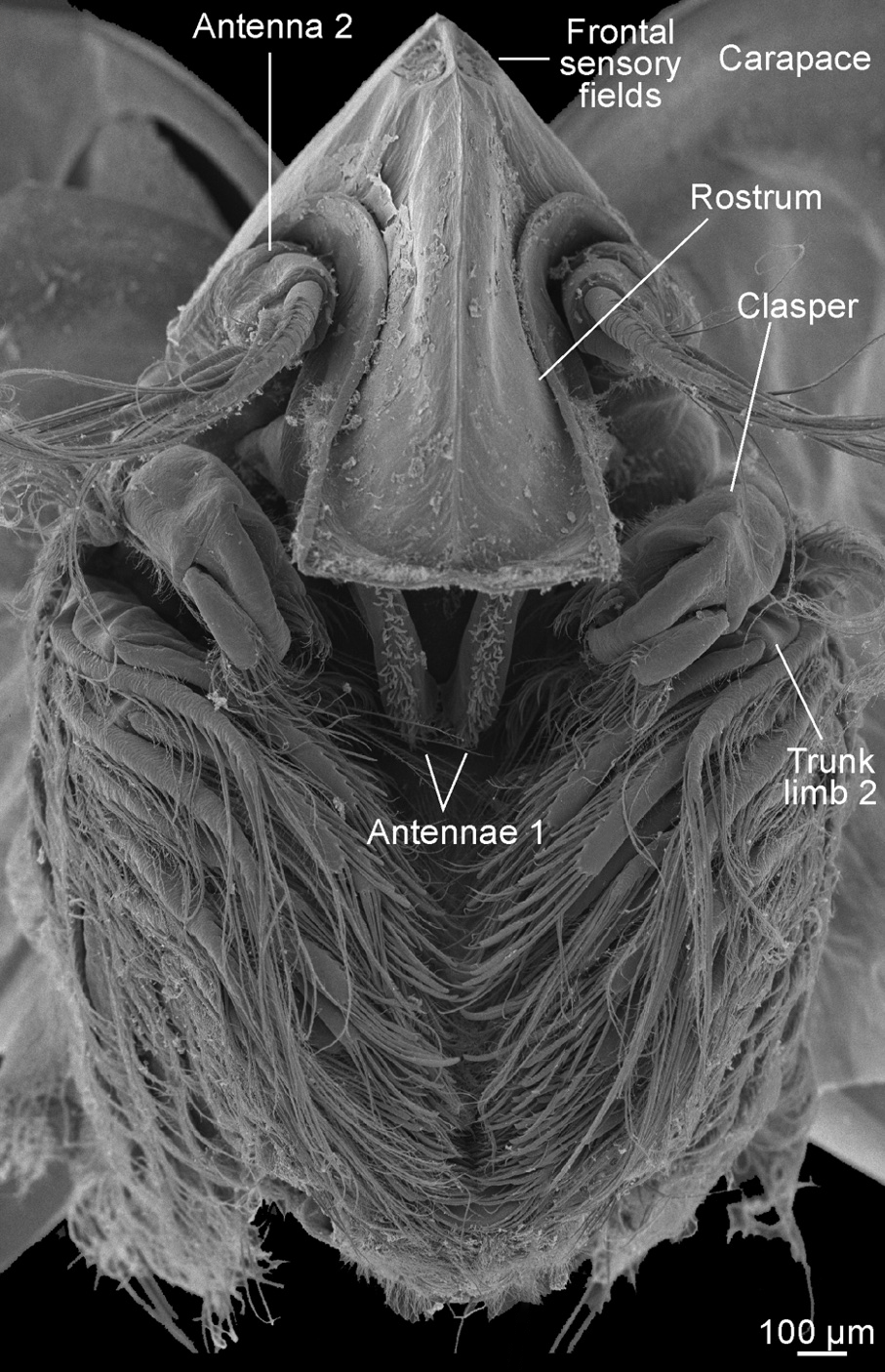
Blick auf die vorderen Blattbeine des Männchens nach Entfernen der Schale

Innerhalb der Schale befinden sich 12 Paare von Blattfußbeinen, die bei den Weibchen mit besonders langen Borsten ausgestattet sind. Bei den Männchen ist das erste Beinpaar zu Greiforganen für die Kopulation umgewandelt, anders als bei Vertretern anderer Gattungen entspricht das zweite Beinpaar bei Lynceus-Arten allerdings den nachfolgenden Blattbeinen. Die rechte und die linke Greifklammer sind gleich groß und gleich geformt mit einem dünnen, sichelförmigen und sanft gekrümmten beweglichen Finger und einem etwas kürzeren festen Finger. Die hintere Oberfläche des unbeweglichen Fingers ist mit langen Papillarstacheln und einer Reihe kürzerer gezackter Stacheln in der Nähe des Klammerrandes und mit kurzen Stacheln am hinteren, geschwollenen Teil versehen. Das durch die Schale sichtbare Herz ist langgestreckt.

### Merkmale der Larve
Die Larvenformen der Lynceidae und damit auch des Dickbauchkrebses unterscheiden sich in mehreren wesentlichen Punkten von anderen Larven der Kiemenfußkrebse und auch von allen anderen bekannten Krebstierlarven. Aus den Eiern schlüpfen anders als bei anderen Krebstieren keine Naupliuslarven, sondern bereits weiter entwickelte Larven mit einem rückenseitigen Nauplienschild, der sowohl den Kopfteil als auch den Rumpf überragt. Der Kopfteil ist zu einem kegelförmigen Vorsprung ausgezogen, und seitlich befinden sich sehr große und kräftige „Hörner“ anstelle der Antennen. Hinzu kommt ein sehr großes, abgerundetes und abgeflachtes Labrum. Der Rückenschild geht nach hinten in ein Paar Schwanzlappen über, die in der Vorder- und Rückansicht stachelähnlich und in der Seitenansicht eher dreieckig geformt sind. Durch den Schild und das große plattenförmige Labrum erhalten die Larven ein „zweischichtiges“ Aussehen.
Zwischen den verschiedenen Larvenstadien gibt es nur geringe Unterschiede im Habitus, die Länge vom Vorder- bis Hinterende variiert zwischen etwa 230 bis 520 Mikrometern.

## Verbreitung und Lebensraum
Die Tiere sind über Teile der Holarktis in Teilen Nordamerikas, Europas und Asiens verbreitet. In Mitteleuropa ist der Dickbauchkrebs die einzige Art der Gattung. Sie leben vor allem in seichten Kleingewässern und Überschwemmungsstreifen und kommen dort temporär vor.

## Lebensweise
Über die Lebensweise der Tiere liegen nur begrenzt Informationen aus Lebendbeobachtungen vor, von denen viele aus Aquarien stammen. Sie kommen in ihren Lebensräumen temporär vor, in Mitteleuropa etwa im Frühjahr von Februar bis Mai und in Kanada von April bis August. Für Kanada wurde ein Lebenszyklus von etwa 118 Tagen beschrieben, wobei dort Sommertemperaturen von bis zu 28 °C mit Tagesschwankungen von 17 °C möglich sind. Am südlichen Ende des nordamerikanischen Verbreitungsgebiets, in Arizona, kommt die Art nur oberhalb von 1800 Metern vor.
Die Tiere halten sich in der Regel am Boden auf. Sie können sich auch aktiv in einer torkelnden Schwimmweise über den Boden von Gewässern bewegen, meist weist dabei die Rückenseite nach unten.

### Ernährung
Durch den Ruderschlag der Blattbeine wird bei den Tieren ein Wasserstrom in der Schale erzeugt, der sauerstoff- und nahrungsreiches Wasser in die zentral gelegene Nahrungsrinne und zu den Kiemen transportiert. Nahrungspartikel werden über Borsten ausgefiltert und nach vorn zur Mundöffnung transportiert. Anhand von Analysen des Darminhalts und Beobachtungen wurde nachgewiesen, dass sich die Tiere von Substratresten, schwebendem Detritus und kleinem Zooplankton ernähren.

### Fortpflanzung und Entwicklung
Die Fortpflanzung ist bei allen Lynceidae zweigeschlechtlich. Die bei den Männchen zu Greiforganen umgewandelten ersten Beine werden genutzt, um sich zur Kopulation an den Weibchen festzuhalten. Die Weibchen ovulieren nach der Stimulation durch die Paarung und produzieren neue Eipakete ohne zwischenzeitliche Häutung. Dabei sind wiederholte Paarungen erforderlich, um die großen Eimassen zu produzieren, die von ihnen getragen werden. Das Weibchen befestigt die Eiballen an den 9. und 10. Beinpaaren und entlässt sie bei der nächstfolgenden Häutung.
Die Eier sind trockenresistent und können im trockenen Boden einige Zeit überleben. Bei geeigneten Bedingungen schlüpfen aus den Eiern die bereits entwickelten Larven. In Ohio wurden bei Untersuchungen die ersten Larven Ende Februar gesammelt, die erwachsenen Tiere waren ab Ende April vorhanden.

## Systematik

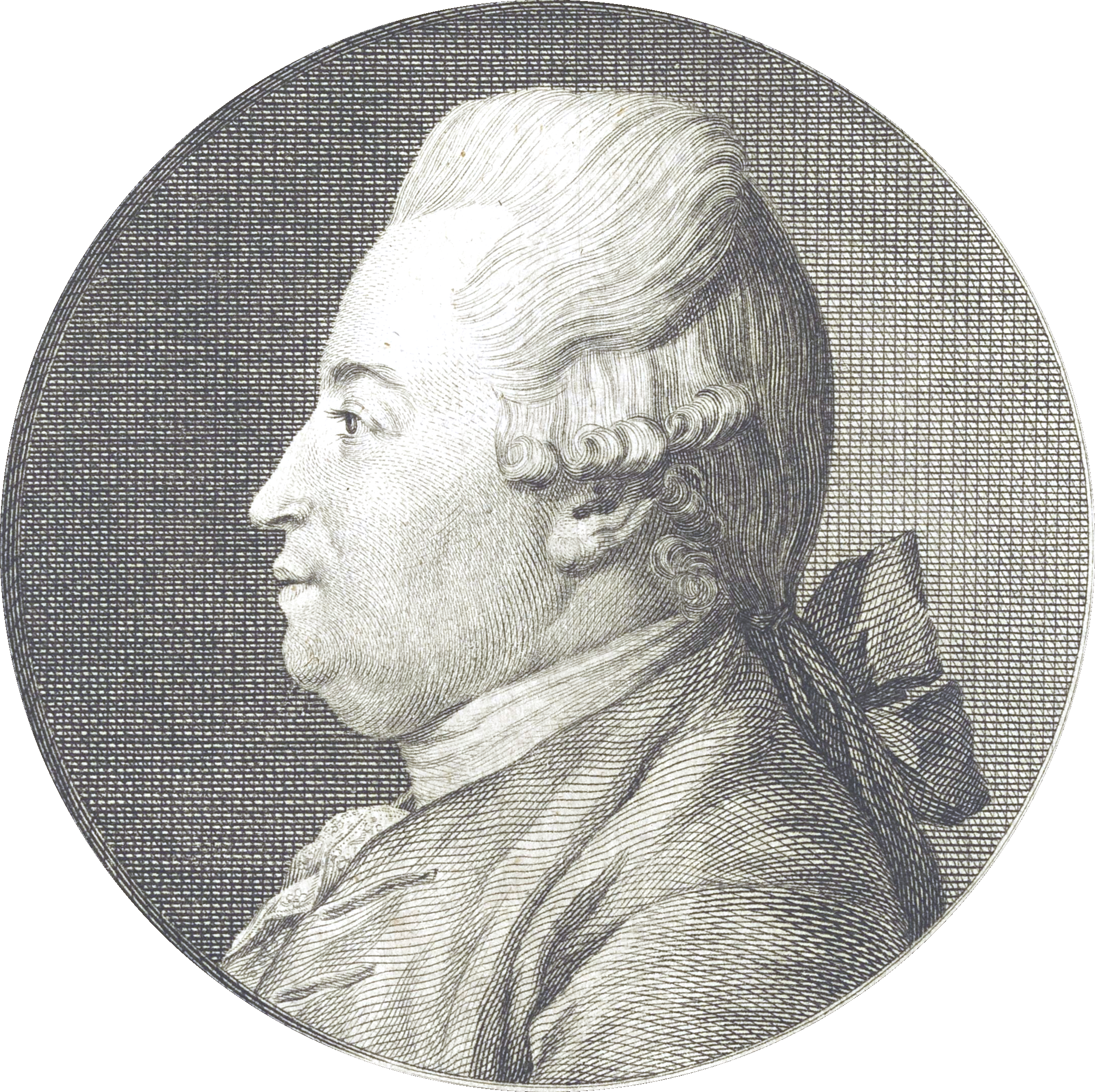
Otto Friedrich Müller, Erstbeschreiber des Dickbauchkrebses

Die Art wurde 1776 zusammen mit der Gattung von Otto Friedrich Müller als erste bekannte Art der Laevicaudata unter dem noch heute gültigen Namen erstmalig wissenschaftlich beschrieben. Das Referenzmaterial wurde in einem inzwischen nicht mehr vorhandenen Tümpel nördlich von Kopenhagen, Dänemark, gesammelt.
Innerhalb der Gattung werden insgesamt aktuell etwa 35 Arten anerkannt, wobei zahlreiche ehemals in dieser Gattung beschriebene Arten entweder synonymisiert wurden oder heute zu anderen Gattungen zugeordnet werden. Lynceus brachyurus gehört dabei zu den ursprünglichsten Arten. Sie hat sich von den anderen Entwicklungslinien bereits im Jura auf dem Urkonkinent Pangaea abgespaltet und in der heutigen Holarktis ausgebreitet.

## Belege
1. 1 2 3 4 5  Joel W. Martin, Denton Belk: Review of the Clam Shrimp Family Lynceidae Stebbing, 1902 (Branchiopoda: Conchostraca), in the Americas. Journal of Crustacean Biology 8 (3), 1. Juli 1988, S. 451–482, doi:10.1163/193724088X00314.
2. 1 2 3 4  Heinz Streble, Dieter Krauter: Das Leben im Wassertropfen: Mikroflora und Mikrofauna des Süßwassers. Ein Bestimmungsbuch. Franckh-Kosmos Verlag, 9. Auflage, Stuttgart 2002, ISBN 978-3-440-11966-2, S. 302.
3. 1 2 3  Jørgen Olesen: Larval development of Lynceus brachyurus (Crustacea, Branchiopoda, Laevicaudata): redescription of unusual crustacean nauplii, with special attention to the molt between last nauplius and first juvenile. Journal of Morphology 264(2), Mai 2005, S. 131–148, doi:10.1002/jmor.10202 (Volltext).
4. ↑  Lynceus brachyurus O.F.Müller, 1776 in der Global Biodiversity Information Facility (GBIF); abgerufen am 6. März 2025.
5. 1 2 3 4  Wendell K. Patton: On the Natural History and Functional Morphology of the Clam Shrimp, Lynceus Brachyurus Müller (Branchiopoda: Laevicaudata). Journal of Crustacean Biology 34 (6), 2014, S. 677–703, doi:10.1163/1937240X-00002279.
6. 1 2  Zandra M. S. Sigvardt, Jørgen Olesen: Mating Behaviour in Laevicaudatan Clam Shrimp (Crustacea, Branchiopoda) and Functional Morphology of Male Claspers in a Phylogenetic Context: A Video-Based Analysis. PLoS One 9(1):e84021, 2. Januar 2014, doi:10.1371/journal.pone.0084021.
7. ↑  Lynceus brachyurus O.F. Müller, 1776 im World Register of Marine Species (WoRMS); abgerufen am 4. März 2025.
8. 1 2  Zandra M. S. Sigvardt, Jørgen Olesen, D. Christopher Rogers, Brian Timms, Musa Mlambo, Nicolas Rabet, Ferran Palero: Multilocus phylogenetics of smooth clam shrimps (Branchiopoda, Laevicaudata). Zoologica Scripta 50 (6), November 2021, S. 795–811, doi:10.1111/zsc.12505.
9. ↑  Lynceus O.F. Müller, 1776 im World Register of Marine Species (WoRMS); abgerufen am 4. März 2025.